# ミステリなふたり
『ミステリなふたり』は、太田忠司による日本の短編推理小説のシリーズ。1997年に発表された京堂夫妻シリーズ初作品の題名であり、同作を収録した短編集のタイトルである。
2012年に『超再現!ミステリー』にて映像化され、2015年に連続テレビドラマ化された。

## 概要
敏腕刑事・京堂景子が遭遇した難事件の数々を、年下の夫・新太郎が自宅でその相談話を聞き、事件を推理して解決に導く。一話完結の短編シリーズである。
1997年に『週刊小説』にて『ミステリなふたり』を掲載。太田はこれを一作限りとするつもりでいたが、幻冬舎から新作の依頼を受けた際、「安楽椅子探偵の変種のような彼ら（京堂夫妻）を使うにはもってこいだった」と、シリーズ化を決めた。1998年より『ポンツーン』にて不定期に掲載され、2001年に太田の初の単行本として『ミステリなふたり』が出版された。

## 登場人物
京堂 景子（きょうどう けいこ）
愛知県警警部補。いかなる場面でも沈着冷静な態度を崩さない敏腕刑事であり、県警からも一目置かれる存在である。部下の男たちを顎で使いながら捜査を進め、職場では密かに「鉄女」「氷の女」と呼ばれている。夫の新太郎にだけは職場とは打って変わった甘えた態度を取っている。料理、掃除など家事は苦手。
京堂 新太郎（きょうどう しんたろう）
京子の夫。旧姓・木元。職業はイラストレーター。京子とは対照的に料理や掃除が得意。容姿端麗で何度もモデルにスカウトされた経験がある。自宅で景子の話を聞いて事件を推理し、解決に導く。景子は新太郎のことを「弟に似ている」と感じている。
生田（いくた）
捜査一課の若手刑事。景子のことを恐れているが、彼女と行動を共にしたがる。2歳の子供がいる。
間宮（まみや）
警部補。捜査一課配属20年のベテランで、名古屋弁でしゃべる。「古狸」の渾名を持つ。景子を「景ちゃん」と気安く呼べる唯一の存在。

## 書誌情報
| # | タイトル                                                                              | 単行本                                                                            | 文庫本                                                        | 収録作 |
| - | ------------------------------------------------------------------------------------- | --------------------------------------------------------------------------------- | ------------------------------------------------------------- | --- |
| 1 | ミステリなふたり                                                                      | 2001年4月、幻冬舎、ISBN 434400065X （2003年2月、幻冬舎ノベルス、ISBN 434400907X） | 2005年3月、幻冬舎文庫、ISBN 4344406168                        | - ミステリなふたり - じっくりコトコト殺人事件 - エプロン殺人事件 - お部屋ピカピカ殺人事件 - カタログ殺人事件 - ひとを呪わば殺人事件 - リモコン殺人事件 - トランク殺人事件 - 虎の尾を踏む殺人事件 - ミステリなふたり happy lucky mix                               |
| 2 | 誰が疑問符を付けたか?【文庫改題】 もっとミステリなふたり 誰が疑問符を付けたか?        | 2008年7月、幻冬舎、ISBN 9784344015401                                             | 2011年10月、幻冬舎文庫、ISBN 9784344417403 （解説：西澤保彦） | - ヌイグルミはなぜ吊るされる? - 捌くのは誰か? - なぜ庭師に頼まなかったか? - 出勤当時の服装は? - 彼女は誰を殺したか? - 汚い部屋はいかに清掃されたか? - 熊犬はなにを見たか? - 京堂警部補に知らせますか?                                                             |
| 3 | ミステリなふたり à la carte（アラカルト）【文庫改題】 ミステリなふたり ア・ラ・カルト | 2013年8月、東京創元社〈創元クライム・クラブ〉 ISBN 9784488025427                  | 2018年6月、東京創元社 ISBN 9784488025588                      | - 密室殺人プロヴァンス風 - シェフの気まぐれ殺人 - 連続殺人の童謡仕立て - 偽装殺人 針と糸のトリックを添えて - 眠れる殺人 少し辛い人生のソースと共に - 不完全なバラバラ殺人にバニラの香りをまとわせて - ふたつの思惑をメランジェした誘拐殺人 - 男と女のキャラメリゼ |
| 4 | ミステリなふたり あなたにお茶と音楽を                                                 | 2018年6月、東京創元社〈創元クライム・クラブ〉 ISBN 9784488025427                  |                                                               | - 白い恋人たち - 小さな喫茶店 - 雨にぬれても - バードランドの子守唄 - 夏の日の恋 - 華麗なる賭け - 僕の歌は君の歌 |
| 5 | やっぱりミステリなふたり                                                              |                                                                                   | 2019年8月、〈幻冬舎文庫、ISBN 9784344428799                   | - 皮肉な夕食 - 死ぬ前に殺された男 - 公園の紳士 - 右腕の行方 - 善人の嘘 - 昭和レトロな事件 - 容疑者・京堂新太郎 |

## 映像化
- 超再現!ミステリー（日本テレビ） - 2012年7月24日に「ミステリなふたり」と「エプロン殺人事件」を映像化。
- テレビドラマ - 後述。

## テレビドラマ
名古屋テレビ放送の制作により、2015年4月14日（13日深夜）から6月23日（22日深夜）の間に放送。松島花は本作がテレビドラマ初主演となる。ドラマでは毎回「マル秘ゲスト」の特別出演がある。原作の太田忠司は、第8話にて鑑識員役で出演している。
各話のサブタイトルはそれぞれ原作と同じであるが、事件の結末が原作とは異なるものがある。

### キャスト
- 京堂景子 - 松島花
- 京堂新太郎 - 鈴木勝大
- 生田佑介 - 長田成哉
- 間宮五朗 - 神保悟志

#### ゲスト
第1話
- 中谷有里 - 西丸優子
- 巡査 - 渡邉紘平
- 大石艶子 - 真中乃亜
- 大石修造 - 藤田雅明
- 西田惠一 - 福崎峻介
- 肉じゃがの声 - 山崎弘也（アンタッチャブル）（特別出演）

第2話
- 田島菜々子 - 外岡えりか
- 高柳一城 - 脇知弘
- 住之江稔 - 若菜太喜（BOYS AND MEN）
- 今野栞 - 市橋直歩
- 桑原二郎 - 山本博（ロバート）（特別出演）
- 魚の声 - 山崎弘也（アンタッチャブル）（特別出演）

第3話
- 石谷達巳 - 高木健
- 菅尾昌也 - 岸☆正龍
- 石谷峯子 - 中村真知子
- 大内里佳 - 永峰絵里加
- シーツの声 - 山崎弘也（アンタッチャブル）（特別出演）

第4話
- 藤堂絵美 - 岩佐真悠子
- 高野健太 - 花戸祐介
- 四賀勉 - 久松龍一
- 風呂の声 - 山崎弘也（アンタッチャブル）（特別出演）
- 戸田恵子（特別出演）

第5話
- 木内 - 建みさと
- 白川峻 - 松川尚瑠輝
- 和泉美智恵 - 児玉絹世
- 木内貴俊 - 中澤健太郎

第6話
- 木曾光朗 - 河野直樹
- 小日向倖二郎 - 邱太郎
- 緒方新治 - 田中俊介（BOYS AND MEN）

第7話
- 喫茶店のマスター - 酒井敏也
- 中島ひろ子
- 福本伸一
- ストリートミュージシャン -  chay（特別出演）

第8話
- 砧早苗 - 正木佐和
- 白峰彰一 - 水野勝（BOYS AND MEN）
- 高坂昭子 - 佐藤みゆき
- 高坂一雄 - 児島功一

第9話
- 金子安弘 - 十貫寺梅軒
- 金子の娘 - 桜田聖子
- 金子祐希 - 佐藤涼平

第10話
- 方風誠治 - 中倉健太郎
- 方風朱美 - 本橋由香
- 児玉宗雄 - 金時むすこ
- 児玉直子 - 小沼寿恵

第11話
- 古川静香 - 水上京香
- 北川修 - 檜尾健太
- 桝田愛子 - 須藤真澄
- ロバート（秋山竜次・馬場裕之・山本博）（特別出演）

#### 劇中に登場するアナウンサー
- 徳重杏奈（メ〜テレアナウンサー）（1）
- 上坂嵩（メ〜テレアナウンサー）（2、3、5、7、8、9）
- 小林あずさ（4、6、10、11）

### スタッフ
- 原作 - 太田忠司 『ミステリなふたり』『もっとミステリなふたり』（幻冬舎文庫）
- 演出 - 小野浩司、宮岡太郎
- 脚本 - 深沢正樹、本田隆朗、長谷川徹、早野円、廣木俊文
- 音楽 - P.P.M 林久美子
- 主題歌 - chay 「恋はスペシャル」（ワーナーミュージック・ジャパン）[9]
- アクション監督 - 大道寺俊典
- 名古屋弁指導 - 岸☆正龍
- アナウンス指導 - 星恭博
- 企画 - 太田雅人
- チーフプロデューサー - 野崎久也（メ〜テレ）
- プロデューサー - 松岡達矢、布施等（MMJ）
- 制作協力 - MMJ
- 制作 - メ〜テレ

### 放送日程
| 各話   | 放送日  | サブタイトル                | 脚本     | 演出     |
| ------ | ------- | --------------------------- | -------- | -------- |
| 第1話  | 4月14日 | ミステリなふたり            | 深沢正樹 | 小野浩司 |
| 第2話  | 4月21日 | 捌くのは誰か?               | 廣木俊文 | 小野浩司 |
| 第3話  | 4月28日 | 出勤当時の服装は?           | 長谷川徹 | 宮岡太郎 |
| 第4話  | 5月05日 | 彼女は誰を殺したか?         | 早野円   | 小野浩司 |
| 第5話  | 5月12日 | トランク殺人事件            | 本田隆朗 | 小野浩司 |
| 第6話  | 5月19日 | ヌイグルミはなぜ吊るされる? | 深沢正樹 | 小野浩司 |
| 第7話  | 5月26日 | 刑事の休日                  | 本田隆朗 | 小野浩司 |
| 第8話  | 6月02日 | エプロン殺人事件            | 本田隆朗 | 宮岡太郎 |
| 第9話  | 6月09日 | リモコン殺人事件            | 本田隆朗 | 小野浩司 |
| 第10話 | 6月16日 | お部屋ピカピカ殺人事件      | 早野円   | 小野浩司 |
| 第11話 | 6月23日 | 人を呪わば殺人事件          | 長谷川徹 | 小野浩司 |

※第7話はテレビドラマオリジナル作品

### 放送局
| 放送地域   | 放送局                            | 系列           | 放送時間          | 放送期間                |
| ---------- | --------------------------------- | -------------- | ----------------- | ----------------------- |
| 中京広域圏 | 名古屋テレビ放送 （NBN/メ〜テレ） | テレビ朝日系列 | 火曜0:20 - 0:50   | 2015年4月24日 - 6月23日 |
| 神奈川県   | テレビ神奈川 （tvk）              | 独立局         | 火曜23:00 - 23:30 | 2015年7月14日 - 9月22日 |